# Amico che voli
Amico che voli è il secondo album di Eduardo De Crescenzo, pubblicato nel 1982.

## Tracce
1. Due stelle nere
2. I ragazzi della ferrovia
3. Mani
4. L'infinità
5. Anna no stop
6. Camminando
7. Sole
8. Amico che voli
9. Manchi tu

## Formazione
- Eduardo De Crescenzo – voce
- Vito Mercurio – basso
- Agostino Marangolo – batteria
- Luciano Ciccaglioni – chitarra acustica, chitarra elettrica
- Claudio Mattone – pianoforte, sintetizzatore, Fender Rhodes
- Fabio Pignatelli – basso
- Luciano Torani – sintetizzatore, programmazione
- Rosario Jermano – percussioni
- Vittorio De Scalzi, Nico Di Palo, Gianni Belleno, Ricky Belloni – cori